# Estação Hospital (Metrorrey)
A Estação Del Golfo é uma das estações do Metrorrey, situada em Monterrei, entre a Estação Simón Bolívar e a Estação Edison. Administrada pela STC Metrorrey, faz parte da Linha 1.
Foi inaugurada em 25 de abril de 1991. Localiza-se no cruzamento da Avenida Simón Bolívar com a Rua Salamanca. Atende o bairro Mitras Centro.